# Big Hits (High Tide and Green Grass)
Big Hits (High Tide and Green Grass) je prvi kompilacijski album The Rolling Stonesa. Na američkom tržištu album je bio izuzetno dobro prihvaćen i prodavan te se dvije godine nalazio na američkoj top ljestvici albuma.

## Popis pjesama

### SAD izdanje
1. "(I Can't Get No) Satisfaction" – 3:43
2. "The Last Time" – 3:40
3. "As Tears Go By" – 2:45
4. "Time Is on My Side" – 2:58
5. "It's All Over Now" – 3:26
6. "Tell Me (You're Coming Back)" – 3:46
7. "19th Nervous Breakdown" – 3:56
8. "Heart of Stone" – 2:50
9. "Get off of My Cloud" – 2:55
10. "Not Fade Away" – 1:48
11. "Good Times, Bad Times" – 2:31
12. "Play With Fire" – 2:13

### UK izdanje
1. "Have You Seen Your Mother, Baby, Standing in the Shadow?" – 2:34
2. "Paint It, Black" – 3:45
3. "It's All Over Now" – 3:27
4. "The Last Time" – 3:40
5. "Heart of Stone" – 2:46
6. "Not Fade Away" – 1:48
7. "Come On" – 1:49
8. "(I Can't Get No) Satisfaction" – 3:43
9. "Get off of My Cloud" – 2:55
10. "As Tears Go By" – 2:45
11. "19th Nervous Breakdown" – 3:57
12. "Lady Jane" – 3:08
13. "Time Is on My Side" – 2:53
14. "Little Red Rooster" – 3:05

## Top ljestvice

### Album
| Godina | Ljestvica            | Pozicija |
| ------ | -------------------- | -------- |
| 1966.  | Billboard Pop Albumi | #3       |
| 1966.  | UK Top 20 Albumi     | #4       |

## Vanjske poveznice
- allmusic.com Big Hits (High Tide and Green Grass)